# Матіа Чіккарелі
Маттіа Чиккареллі, у чернецтві Крістіна (італ. Cristina Mattia Ciccareli; 24 лютого 1481 — 18 січня 1543) — італійською римсько-католицька черниця з Ордену святого Августина, відома своїми стигматами. Незважаючи на те, що жила в монастирі, вона була також відома своїми щедрими пожертвами бідним Абруццо.
Пізніше підтвердження релігійного «культу» (народної відданості та послідовників) дозволило Папі Григорію XVI схвалити її беатифікацію у 1841 році.

## Життя
Маттіа Чиккареллі народилася в 1481 році в Луко-деї-Марсі, вона була останньою з шести дітей Доменіко де Періколо і Марії де Періколо. У будинку зберігалося зображення П'єти. Ще в дитинстві ухвалила рішення стати монахинею.
У 1492 році потрапила під духовне керівництво францисканського священника Вінченцо дель Аквіли, наслідуючи його пораду, вступила в Орден святого Августина.
У червні 1505 року вступила до монастиря Санта-Лючія в Аквілеї та прийняла релігійне ім'я Христина. Служила настоятелькою і була відома тим, що отримувала видіння. Стала відома своїм скромним світоглядом, а також ніжною турботою про бідних. Одного разу на свято Тіла і Крові Христових вона левітувала, і образ Євхаристії як господаря з'явився і випромінював її верхню частину грудей. Іншого разу, у велику п'ятницю в неї виявилися стигмати, а також вона відчула біль, який відчував Ісус до великої суботи, коли біль вщух. Її духовним наставником був отець Джіроламо та Туссіо. Вона також виховувала відданість євангелісту Марку. Що, за словами самої Чиккареллі, призвело до явища Мартіна Турського, який запитав її чому вона продана Марку, а не йому. Ця подія спонукала її зміцнити відданість і йому.
Також розповідають про конкретний випадок, коли людина, яка звикла лаяти Антонія Падуанського, богохуляла. Тоді Чиккареллі сказала йому бути обережним: якщо він продовжить блюзнірство, вона побачила позаду нього чорного диявола, який задушить його за такі провини. Цей чоловік їхав верхи на ослі й знову дозволив собі блюзнірство, і був кинутий на землю, де зламав собі шию і пробив череп, що призвело до його смерті.
Чиккареллі померла в 1543 році після боротьби з хворобою і була похована на території монастиря Санта-Лючія праворуч від головного вівтаря. Внаслідок придушення святої Лючиї 12 жовтня 1908 року її останки були поховані в монастирі Сант-Аміко.
Перша біографічна інформація про її життя з'явилася в 1595 році в той час, як дворянин Джамп'єтро Інтерверж з Аквіли почав вести хроніку її життя. У цей же час бельгійський учений-августинець Корнеліус Курцій у Кельні написав ще один документ латинською мовою.

## Беатифікація
Підтвердження народної відданості Чиккареллі дозволило Папі Григорію XVI 15 січня 1841 року затвердити її беатифікацію.